# María Asunción Aramburuzabala

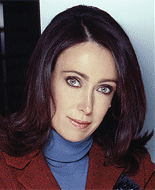
María Asunción Aramburuzabala

María Asunción Aramburuzabala Larregui (* 2. Mai 1963 in Mexiko-Stadt) ist eine mexikanische Unternehmerin. Sie ist Großaktionärin der mexikanischen Unternehmensgruppen Grupo Modelo (Hersteller von Corona-Bier) und Grupo Televisa.

## Leben und Familie
Aramburuzabala ist die zweitreichste Frau Mexikos (nach Eva Gonda Rivera) und die drittreichste Frau Lateinamerikas (Stand: 2020). Das Vermögen Aramburuzabalas und ihrer Familie wurde 2007 vom Forbes Magazine auf 2 Mrd. US-Dollar geschätzt. Der größte Teil ihres Reichtums ist ererbt. Ihr Großvater Félix Aramburuzabala, ein Einwanderer aus dem spanischen Baskenland nach Mexiko, gründete die führende mexikanische Brauerei Grupo Modelo. Ihr Vater Pablo Aramburuzabala erbte sie und baute den Konzern aus.
María Asunción Aramburuzabala besuchte die Deutsche Schule in Mexiko-Stadt und studierte Rechnungswesen und Controlling am Instituto Tecnológico Autónomo de México. Im Alter von 18 Jahren heiratete sie den acht Jahre älteren Geschäftsmann Paulo Patricio Zapata Navarro, mit dem sie zwei Kinder hat. Nach 15 Jahren wurde die Ehe geschieden. 2005 heiratete sie in zweiter Ehe Tony Garza, den damaligen Botschafter der Vereinigten Staaten in Mexiko (2002–2009).

## Geschäftsfrau
Nach dem Tod ihres Vaters im Jahr 1995 wurde sie Vizepräsidentin des Brauereikonzerns. Sie erwarb sich mit erfolgreichen strategischen Entscheidungen den Ruf, nicht nur Erbin, sondern fähige Unternehmerin zu sein. Mit ihrem Vermögen betrieb sie eine gezielte Diversifizierungsstrategie, die sie zur bedeutenden Aktionärin der bedeutendsten mexikanischen Unternehmen machte.
1998 verkaufte sie den größten Teil der ererbten Aktien an die US-amerikanische Anheuser-Busch-Companies-Gruppe, hält aber noch immer 10 % und ist Mitglied des Verwaltungsrates. Der Präsident des Grupo Modelo, Carlos Fernández, ist mit Aramburuzabalas Schwester Lucrecia verheiratet. Seit dem Jahr 2000 ist sie ebenfalls Großaktionärin und Mitglied des Verwaltungsrats der Televisa-Gruppe von Emilio Azcárraga Jean, an der sie etwa 10 % der Aktien hält. Ferner ist sie Aktionärin und Mitglied der Verwaltungsräte der Grupo Financiero Banamex, der Telekommunikationsgruppe Telmex (unter Führung von Carlos Slim Helú) sowie des Datendienstleisters Kio Networks und des Immobilienunternehmens BCBA. Sie ist Gründerin und Vorstandsvorsitzende des Investmentfonds Tresalia Capital.
2006 führte das Forbes Magazine sie als einzige Frau aus Lateinamerika unter den 100 mächtigsten Frauen der Welt.